# کوش-آغاچ

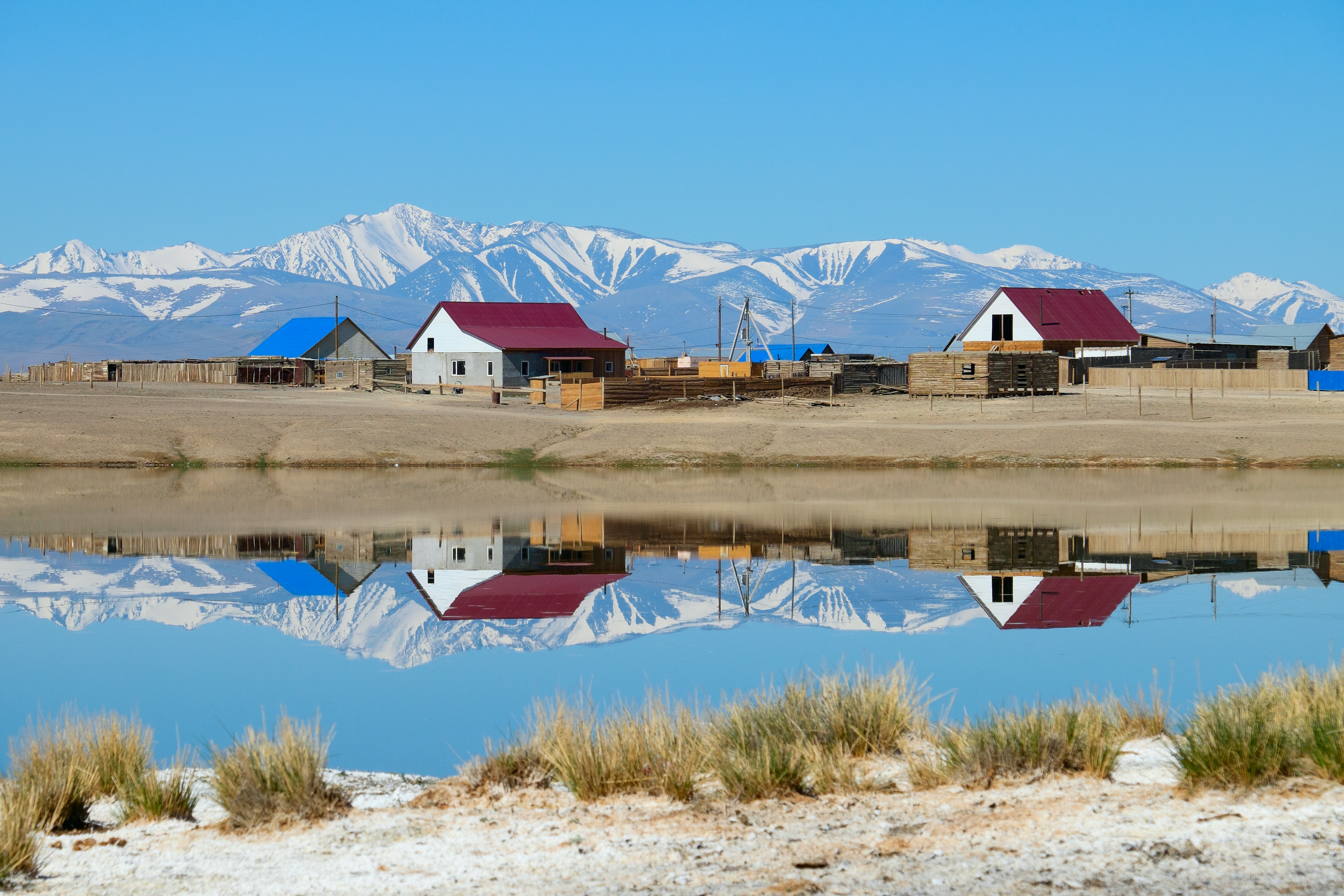
روستایی در کوش-آغاچ

کوش-آغاچ (به لاتین: Kosh-Agach) یک منطقهٔ مسکونی در روسیه است که در جمهوری آلتای واقع شده‌است.